# ربيعة بن أكثم
أبو يزيد ربيعة بن أكثم الأسدي (المتوفي سنة 7 هـ) صحابي بدري من السابقين الأولين من المهاجرين إلى الإسلام، وهو من بني أسد بن خزيمة، كان حليفًا لبني أمية بن عبد شمس. شهد ربيعة بن أكثم غزوة بدر وهو زوج ابنة صفية بنت عبد المطلب عمة النبي محمد ﷺ.

## سيرته
ولد ربيعة بن أكثم بن سخبرة الأسدي قبل بعثة النبي محمد بخمس عشرة سنة تقريبًا، وهو من بني غنم بن دودان أحد بطون بني أسد بن خزيمة، وكان حليفًا لبني أمية بن عبد شمس بمكة. وقد أسلم ربيعة بن أكثم قبل الهجرة بفترة، وهاجر إلى يثرب، ثم شارك في غزوات بدر وأحد والخندق وصلح الحديبية، وكان فارسًا في غزوة الغابة سنة 6 هـ، واستشهد في غزوة خيبر سنة 7هـ، وهو عمره 37 سنة، وقاتله الحارث اليهودي. كان ربيعة بن أكثم قصيرًا، وكان زوجًا للصقباء بنت الحارث بن حرب بن أمية، وأمها صفية بنت عبد المطلب عمة النبي محمد ﷺ.